# العلاقات اليابانية البالاوية
العلاقات اليابانية البالاوية هي العلاقات الثنائية التي تجمع بين اليابان وبالاو.

## مقارنة بين البلدين
هذه مقارنة عامة ومرجعية للدولتين:
| وجه المقارنة                                              | اليابان         | بالاو                         |
| --------------------------------------------------------- | --------------- | ----------------------------- |
| المساحة (كم2)                                             | 377.97 ألف      | 465                           |
| عدد السكان (نسمة)                                         | 126.79 مليون    | 21.73 ألف                     |
| الكثافة السكانية (ن./كم²)                                 | 335.45          | 4.67 ألف                      |
| العاصمة                                                   | طوكيو           | نغيرولمود، كورور              |
| اللغة الرسمية                                             | اللغة اليابانية | لغة إنجليزية، اللغة البالاوية |
| العملة                                                    | ين ياباني       | دولار أمريكي                  |
| الناتج المحلي الإجمالي (بليون دولار)                      | 4.87 تريليون    | 291.54 مليون                  |
| الناتج المحلي الإجمالي (تعادل القوة الشرائية) بليون دولار | 5.18 تريليون    | 326.12 مليون                  |
| الناتج المحلي الإجمالي الاسمي للفرد دولار أمريكي          | 34.52 ألف       | 13.50 ألف                     |
| الناتج المحلي الإجمالي للفرد دولار أمريكي                 | 36.62 ألف       | 14.76 ألف                     |
| مؤشر التنمية البشرية                                      | 0.903           | 0.780                         |
| رمز المكالمات الدولي                                      | +81             | +680                          |
| رمز الإنترنت                                              | .jp             | .pw                           |
| المنطقة الزمنية                                           | توقيت اليابان   | ت ع م+09:00                   |

## مدن متوأمة
في ما يلي قائمة باتفاقيات التوأمة بين مدن يابانية وبالاوية:
- ترتبط ميه مع بالاو باتفاقية توأمة منذ 25 يوليو 1996.[13][13][13][13]
- ترتبط نيشين مع بالاو باتفاقية توأمة.
- ترتبط هيوغو مع بالاو باتفاقية توأمة منذ 23 مارس 1983.[14][14][14][14]

## منظمات دولية مشتركة
يشترك البلدان في عضوية مجموعة من المنظمات الدولية، منها:
| علم المنظمة | اسم المنظمة                        | تاريخ انضمام اليابان | تاريخ انضمام بالاو |
| ----------- | ---------------------------------- | -------------------- | ------------------ |
|             | مؤسسة التنمية الدولية              | 27 ديسمبر 1960       | 16 ديسمبر 1997     |
|             | الأمم المتحدة                      | 18 ديسمبر 1956       | 15 ديسمبر 1994     |
|             | البنك الدولي للإنشاء والتعمير      | 13 أغسطس 1952        | 16 ديسمبر 1997     |
|             | بنك التنمية الآسيوي                | 1966                 | 2003               |
|             | منظمة حظر الأسلحة الكيميائية       | ?                    | ?                  |
|             | مؤسسة التمويل الدولية              | 20 يوليو 1956        | 16 ديسمبر 1997     |
|             | وكالة ضمان الاستثمار متعدد الأطراف | 12 أبريل 1988        | 16 ديسمبر 1997     |
|             | يونسكو                             | 2 يوليو 1951         | 20 سبتمبر 1999     |

## وصلات خارجية
- موقع وزارة الخارجية اليابانية